# Michael Bulander
Michael Bulander (* 22. Oktober 1971 in Saulgau) ist der parteilose Oberbürgermeister der Großen Kreisstadt Mössingen.

## Leben
Bulander ist der Sohn eines Mechanikers und einer Hausfrau. Er ist verheiratet und hat drei Kinder.

## Beruf
Bulander wuchs in Herbertingen auf. Das Abitur schloss er 1991 am Wirtschaftsgymnasium in Saulgau ab. Von 1992 bis 1998 studierte er an der Universität Konstanz Verwaltungswissenschaften. Seine erste Stelle hatte er im Regierungspräsidium Tübingen.
Im Jahr 2003 leitete er das Dezernat für Verkehr, Recht und Ordnung im Schwarzwald-Baar-Kreis. Von 2008 bis 2010 war er Regierungsdirektor im Innenministerium des Landes Baden-Württemberg. Am 4. Juli 2010 wurde Bulander zum Oberbürgermeister von Mössingen als Nachfolger von Werner Fifka gewählt. Er trat die Stelle am 1. Oktober 2010 an.
Am 1. Juli 2018 wurde er als einziger Kandidat mit 97,2 % der Stimmen erneut zum Oberbürgermeister von Mössingen gewählt.
Michael Bulander gehört keiner Partei an.